# سيرجيو بيتيكاو
سيرجيو بيتيكاو (من مواليد 24 أبريل 1960) سياسي برازيلي. يمثل أكري في مجلس الشيوخ الاتحادي منذ 2011. وهو عضو في الحزب الاشتراكي الديمقراطي.

## الحياة السياسية

### الفواتير
في 7 نوفمبر 2017 أدخل بيتيكاو تعديلاً على القانون رقم 9069 المؤرخ 29 يونيو 1995 لتحديد فترة صلاحية النقود الورقية الصادرة، من أجل فرض تداول أكبر للعملة وتجنب الاكتناز غير المبرر.

### طلب نقض
في ديسمبر 2009 رفض وزراء المحكمة الانتخابية العليا بالإجماع استئنافًا كان يهدف إلى إلغاء ولاية النائب الفيدرالي سيرجيو بيتيكاو. تم اقتراح الاستئناف من قبل النائب الفيدرالي السابق نارسيسو مينديز وأوريسيليا أسيس التي ترشحت ضد بيتيكاو في انتخابات عام 2006.
صوت المقرر الوزير مارسيلو ريبيرو على الرفض من خلال الموافقة على قرار المحكمة الانتخابية الإقليمية في أكري، التي رفضت الإجراء على أساس أنه سيكون من الضروري في القضية أن الأدلة المقدمة تؤدي إلى إلى «الاستنتاج القاطع بأن هناك إساءة». وتبع الوزراء الآخرون بالإجماع المقرر.
في عام 2010 تم انتخاب بيتيكاو سيناتورًا عن مدينة أكري. وغادر حزب العمال الاشتراكي ليكون أحد مؤسسي الحزب الاشتراكي الديمقراطي.